# Codi Civil d'Alemanya

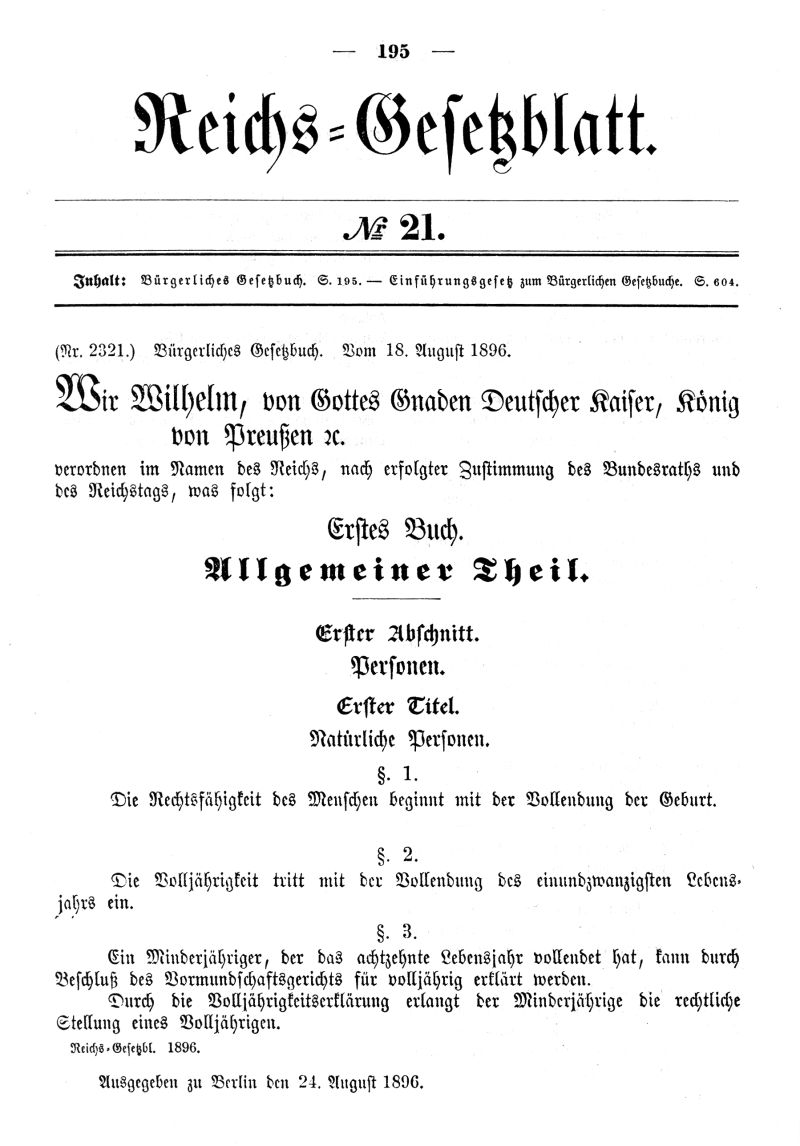
Publicació en el Butlletí del Reich el 24 d'agost de 1896.

El Codi Civil d'Alemanya (en alemany: Bürgerliches Gesetzbuch o BGB) és el codi civil d'Alemanya. la seva redacció va començar l'any 1881, i va entrar en vigor l'1 de gener de 1900, en la seva èpocs es va considerar com un projecte avantguardista.
El BGB ha servit de font per al dret civil d'altres països amb tradició continental, com són la República Popular Xina, el Japó, Corea del Sud, Taiwan i Grècia, entre d'altres.

## Història

### Imperi Alemany
L'exemple del Codi Civil Francès (Codi Napoleònic) de 1804 va generar en Alemanya el desig de tenir el su propi codi civil malgrat l'oposició de l'Escola Històrica del Dret de Friedrich Carl von Savigny), per a sitematizar i unificar les lleis vigents al territori alemany.
L'any 1871, els diversos Estats alemanys van unificar-se dins l'Imperi Alemany. El 1873 es va aprovar una esmena constitucional que transferia la potestat legislativa sobre matèries de dret civil dels Estats cap al Reich. Es va fer una codificació civil per a tot l'Imperi.
Finalment es va aprovar el BGB pel parlament del Reich el 1896.

### Règim Nazi
A l'Alemanya Nazi, hi va haver plans per a substituir el BGB per una nova codificació que s'havia d'anomenar "Volksgesetzbuch" ("codi del poble"), encara que això no va arribar a terme, certs principis generals del BGB, com el principi de bona fe (§ 242 BGB) van ser emprats per a insertar la ideologia nacionalsocialista en el BGB.

### Alemanya des de 1945
Quan Alemanya es va dividir en dos Estats, un de capitalista i un altre de socialista, el BGB va seguir regulant el Dret privat en ambdues zones. Tanmateix, a l'Est es va anar progressivament substituint les disposicions del BGB per noves regulacions, primer a mb un nou Codi de família el 1966 i després per un nou codi civil (1976) i una Llei de Contractes (1976). Des de la reunificació d'Alemanya el 1990, el BGB ha estat reinstaurat a tota Alemanya.